# Romney Lock

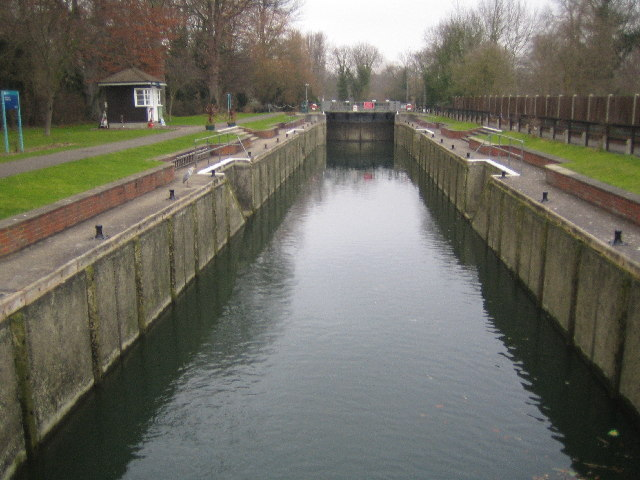
Das Romney Lock

Das Romney Lock ist eine Schleuse in der Themse nahe Windsor und Eton in England. Die Schleuse liegt an der Romney Island. Die erste Schleuse wurde 1798 von der Thames Navigation Commission gebaut.
Das Wehr und schließt an Cutlers Ait an. 2011 wurde ein 200 kW Wasserkraftwerk daran installiert, das Strom für Windsor Castle liefert.

## Geschichte
1774 wurde eine Schleuse in diesem Bereich das erste Mal vorgeschlagen, jedoch sollte sie weiter flussaufwärts am Firework Ait gebaut werden. Es geschah jedoch nichts, bis die Schleuse aus Eichenholz an der jetzigen Stelle gebaut wurde. Auf Grund von Protesten wurde dabei kein Wehr gebaut. Schiffe mussten aber eine Gebühr bezahlen, auch wenn sie die Schleuse umgingen. Ein Jahr nach dem Bau der Schleuse wurde ein Wehr für unumgänglich gehalten und dementsprechend gebaut. Die Schleuse wurde 1869 von der Thames Conservancy erneuert und das Wehr wurde weiter flussaufwärts am Beginn des 20. Jahrhunderts verlegt. Die Schleuse wurde 1979/80 erneut überarbeitet.

## Der Fluss oberhalb der Schleuse
Flussaufwärts der Schleuse liegt die Windsor Bridge. Es folgen Firework Ait und Deadwater Ait. Die von Isambard Kingdom Brunel gebaute Windsor Railway Bridge überquert den Fluss bei Baths Island, dann wird die Queen Elizabeth Bridge erreicht. Der Cuckoo Weir Stream ist ein Nebenarm der Themse an der Queen Elizabeth Bridge und der Clewer Mill Stream mündet hier in den Fluss. Schließlich wird das Boveney Lock erreicht.
Der Themsepfad führt von der Schleuse nach Windsor, wo er die Windsor Bridge überquert und auf dann auf dieser Seite bis zum Boveney Lock zu verlaufen.